# St. Andrew's School (Delaware)

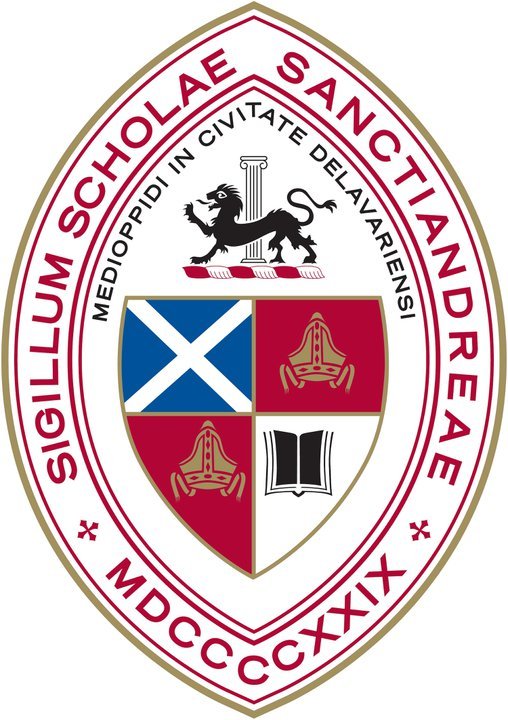
Sello de St. Andrew's School

St. Andrew's School es un internado coeducacional preparatorio para la Universidad estadounidense, de religión espocopaliana, el colegio está ubicado en Middletown, Delaware, tiene 285 estudiantes matriculados entre los grados noveno y decimosegundo.
El colegio tiene cerca de 200 millones de dólares con $700,000 por estudiante. Sin embargo tiene un universo socioeconómico diverso, disponiendo de 3.8 millones de dólares en ayuda financiera en el 2007.
La mitad de los estudiantes recibe alguna forma de ayuda económica. También ofrecen ayuda económica a familias con altos ingresos, para que tengan una amplia gama de familias con diferentes imgresos económicos, y no solo familias de ricos o de pobres. La matrícula de $38,000 dólares es alta pero se mantiene en el rango de los colegios top. Es un proceso de necesidad-ciega. El 2007 aceptaron a 1/3 de los postulantes.
La película Dead Poets Society se filmó en el colegio. La película muestra una cultura elitista competitiva y oscura consistente en muchos estereotipos de los internados estadounidenses en la literatura y el cine.
En contraste con esa visión, St. Andrew se enorgullece de su filosofía contra cultural. Todo el colegio trabaja en crear una comunidad idílica. Es un ambiente alegre, positivo e inclusivo. La relación entre los alumnos y los profesores se centra en la confianza y la amistad.
El código de honor de St. Andrew's es la principal fuente de la confianza entre la facultad y sus estudiantes. No es común que un profesor abadone su sala de clases mientras sus alumnos dan exámenes.